# Ostrowite Prymasowskie
Ostrowite Prymasowskie – wieś w Polsce, położona w województwie wielkopolskim, w powiecie gnieźnieńskim, w gminie Witkowo.
Wieś duchowna Ostrowite Arcybiskupie, własność arcybiskupstwa gnieźnieńskiego, pod koniec XVI wieku leżała w powiecie gnieźnieńskim województwa kaliskiego. W latach 1975–1998 miejscowość administracyjnie należała do województwa konińskiego.

## Położenie i otoczenie
Wieś położona nad Jeziorem Ostrowickim. Ostrowite Prymasowskie zwane jest także Ostrowitem Arcybiskupim. Dzieje wsi sięgają 1237 roku. Wioska ta została nadana przez Władysława Odonica Januszowi, kanclerzowi arcybiskupa gnieźnieńskiego Fulkona. We wsi znajduje się zabytkowa chata szachulcowa z połowy XIX wieku. W 1969 roku odkryto we wsi średniowieczne stanowisko hutnicze (m.in. fragmenty żaren rotacyjnych i bryły żużla żelaznego). 
W Jeziorze Ostrowickim żyją gatunki ryb takich jak: lin, okoń europejski, leszcz, sielawa, sandacz, szczupak pospolity, płoć i sum europejski). Na wyspie jeziora znajdują się ślady grodziska z okresu kultury łużyckiej. W Ostrowitem znajduje się też dziewiętnastowieczny kościół pw. św. Marcina.

## Integralne części wsi
| SIMC    | Nazwa   | Rodzaj    |
| ------- | ------- | --------- |
| 0300653 | Raszewo | część wsi |

Obecnie wieś posiada wodociąg, a woda dostarczana jest z ujęcia w Witkowie.
Urodził się tu Józef Skowron – polski sierżant pilot walczący w 300 dywizjonie bombowym „Ziemi Mazowieckiej” w czasie II wojny światowej.